# Калінови-Дул
Калінови-Дул (пол. Kalinowy Dół) — село в Польщі, у гміні Адамув Луківського повіту Люблінського воєводства.
Населення — 58 осіб (2011).
У 1975-1998 роках село належало до Седлецького воєводства.

## Демографія
Демографічна структура станом на 31 березня 2011 року:
|          | Загалом | Допрацездатний вік | Працездатний вік | Постпрацездатний вік |
| -------- | ------- | ------------------ | ---------------- | -------------------- |
| Чоловіки | 29      | 0                  | 25               | 4                    |
| Жінки    | 29      | 4                  | 20               | 5                    |
| Разом    | 58      | 4                  | 45               | 9                    |